# Флавиан (Слесарев)
Архиепи́скоп Флавиа́н (в миру Феофила́кт Феофила́ктович Слесарёв; 1 марта 1879, село Городище, Славяносербский уезд Екатеринославской губернии (ныне Перевальский район, Луганская область) — 25 декабря 1960, Москва) — предстоятель Древлеправославной Церкви Христовой (с 1988 года — РПСЦ) с титулом архиепископ Московский и всея Руси (1952—1960).

## Биография
Родился 1 марта 1879 года в селе Городище Славяноербского уезда Екатеринославской губернии (ныне Перевальский район Луганская область) в крестьянской старообрядческой семье.
Окончил четырёхклассную начальную земскую школу, церковнославянскому чтению обучался под руководством сельской начётчицы. В одной из своих автобиографий вспоминал: «Преподавателем была пожилая дева с недостатком одного глаза, которая слыла за грамотею, под кличкой Анютка Кривая».

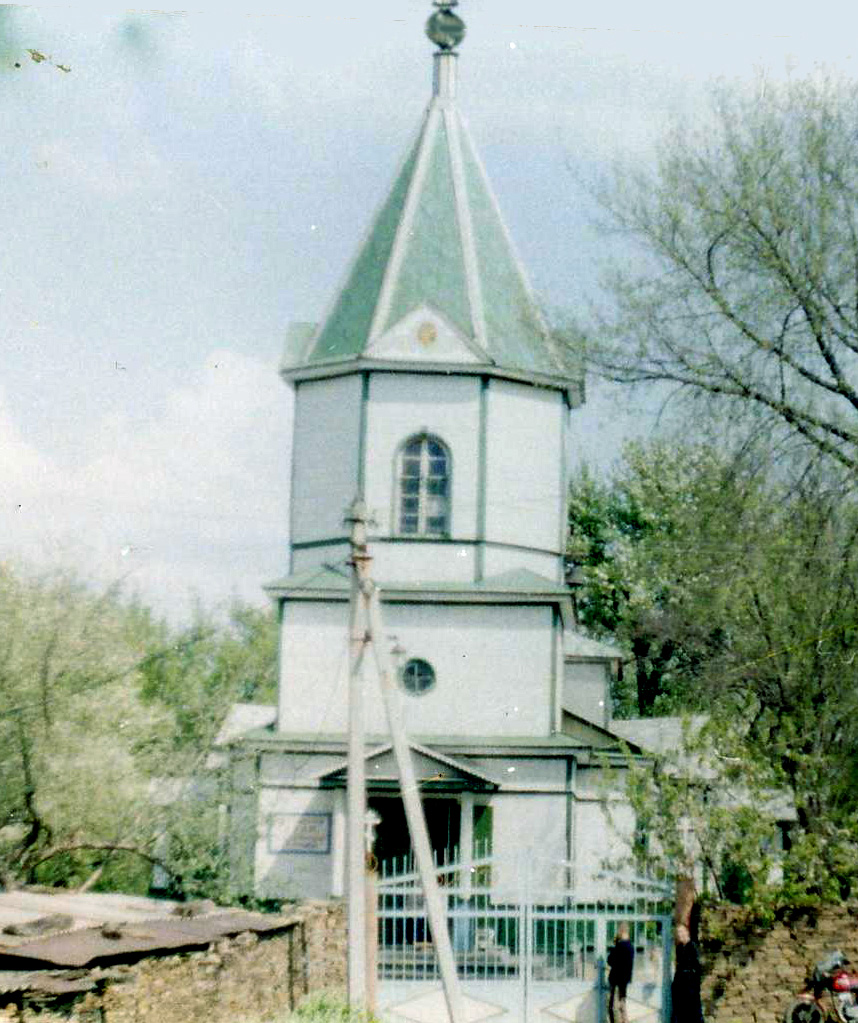
Успенская церковь в селе Городище

22 сентября 1905 году «прямо от сохи и бороны» в Спасо-Преображенском монастыре близ села Городищи архиепископом Московским Иоанном (Картушиным) рукоположен в сан диакона к Успенскому храму села Городище, 12 февраля 1910 года на Рогожском кладбище в Москве им же — в сан священника к тому же храму.
Регулярно принимал участие в епархиальных съездах, избирался их секретарём, был избран благочинным 5 епархиального округа, был делегатом Освященных соборов в Москве. Печатался в старообрядческой периодике (журналы «Церковь», «Старообрядческая мысль», «Слово Церкви»), опубликовав несколько статей, в частности по сектантской тематике. Кроме того, по всей вероятности, Феофилакту Слесареву принадлежит огромная часть анонимных корреспонденций из Городища, в которых содержатся упоминания о нём в третьем лице. Был законоучителем в земской начальной школе для детей-старообрядцев, состоял членом член ревнителем Союза старообрядческих начётчиков. В период между 1905 и 1915 годов при непосредственном участии священника Феофилакта Слесарева, назначенного общиной казначеем и главой строительной комиссии, в Городище были перестроены Успенский храм, колокольня, сторожка, школа церковнославянской грамоты. Четвёртый епархиальный съезд, прошедший с 29 апреля по 2 мая 1914 года подробно обсуждал вопрос о наказании Феофилакта Слесарёва, «так как этот священник является одним из деятельнейших священников Донской епархии».
17 мая 1937 года, в Неделю о самаряныне, епископом Викентием (Никитиным), местоблюстителем престола архиепископа московского и всея Руси, возведён в сан протоиерея. Судим не был, репрессиям не подвергался. В 1939 году из-за закрытия храма вынужден был прекратить служение. Возобновил его либо в годы немецкой оккупации, либо немногим позже (Городище было освобождено в сентябре 1943 года).
В 1944 года активно проводил среди старообрядцев своей местности сбор средств в Фонд обороны Родины; в общей сложности при личном содействии Феофилакта Слесарева собрано было около 200 тысяч рублей, не считая личных взносов, пожертвований, займов. 9 сентября 1945 года определением архиепископа Московского Иринарха (Парфёнова) назначен благочинным. Награждён медалями «За оборону Сталинграда» и «За победу над Германией».

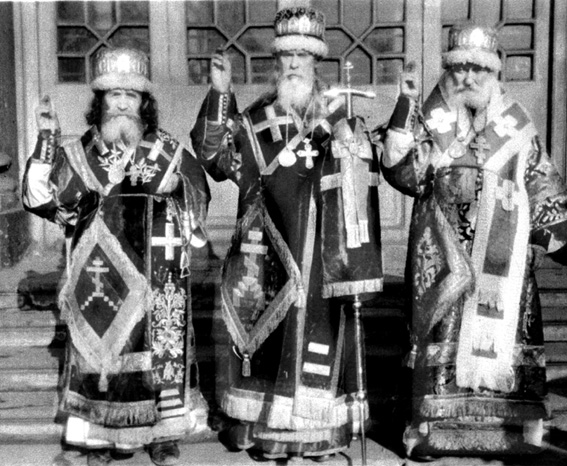
архиепископ Московский и всея Руси Иринарх (Парфенов) (в центре), епископ Ярославско-Костромским Геронтий (Лакомкин) после хиротонии Флавиана (Слесарева) (справа) во епископа Ростовского. Рогожское кладбище Фото 22 марта 1948 года

27 мая 1947 года в Ростове-на-Дону на заседании представителей от разных приходов под председательством епископа Геронтия (Лакомкина), прибывшего из Москвы, было принято решение об образовании Донецко-Донской и Кавказской епархии. В состав епархии вошли Ростовская, Сталинградская, Грозненская области, Ставропольский и Краснодарский края РСФСР Дагестанская АССР, Ворошиловградская и Сталинская области Украинской ССР. Протоиерей Феофилакт Слесарев избран кандидатом во епископы на данную епархию. 30 марта 1948 года принял иноческий постриг с наречением имени Флавиан. 4 апреля того же года в Покровском кафедральном соборе на Рогожском кладбище в Москве епископская хиротония, которую совершили архиепископ Иринарх (Парфенов) и епископ Геронтий (Лакомкин).
Главным полем практической деятельности нового церковного иерарха стала подготовка новых священнослужителей, практически не осуществлявшаяся в предшествующий период. Последовательное разрушение традиционной системы духовного образования, массовые репрессии и необоснованные преследования конформистских священнослужителей неблагоприятно сказались на возрастном уровне и интеллектуальной подготовке клириков. Согласно эмпирическому материалу, извлечённому современной исследовательницей К. Р. Мухаметшиной из двадцати исследованных анкет, только два старообрядческих священника окончили богословские курсы, столько же имели среднее техническое образование, не связанное с культовой деятельностью. Остальные старообрядческие священники не имели даже среднего светского образования. Лишь семеро из них были младше 50 лет, ни один из них не служил в храме более 3 лет. Имевшихся клириков не хватало для окормления увеличившегося количества общин, следствие чего имеющиеся клирики были вынуждены разъезжать по епархиальным объектам, часто на довольно значительные расстояния, для исполнения богослужебной деятельности. Данная активность нередко вызывала существенное недовольство региональных и местных властей, рассматривавших
«клерикальные путешествия как опасную идеологическую обработку широких трудящихся масс».
12 июня 1951 года на заседании расширенного Совета архиепископии избран заместителем архиепископа Иринарха. 26 февраля 1952 года решением Совета архиепископии назначен на должность его помощника с перемещением своей резиденции из Ростова-на-Дону в Москву, ему было также поручено управление Ярославской и Костромской епархией, включая город Иваново, а на освободившуюся Донецко-Донскую кафедру была вновь подтверждена кандидатура протоиерея Ивана Игнатьевича Силкина.
7 марта 1952 года скончался архиепископ Иринарх (Парфёнов). 12 марта 1952 года собором епископов, духовенства и мирян единогласно избран архиепископом Московским. При этом епископ Иосиф (Моржаков) был избран его заместителем. 16 марта 1952 года состоялась его интронизация, которую совершил епископ Иосиф (Моржаков).
9 — 12 мая того же года в рамках деятельности по борьбе за мир, к которому Московская архиепископия подключилась с 1950 года, принял участие в работе конференции всех церквей и религиозных объединений в СССР в защиту мира, проходившей в Загорске (ныне — Сергиев Посад). В 1954 году в «Известиях» появилось Обращение от имени архиепископии в поддержку Декларации правительств, участников Московского совещания европейских держав, направленной на сохранение мира. В январе 1955 года там же опубликовано выступление в поддержку Обращения к народам мира Бюро Всемирного совета мира от 19 января 1955 года в Вене под заголовком «Верующие-старообрядцы выступают против угрозы атомной войны». Там же в 1957 году напечатана небольшая заметочка «Старообрядческая архиепископия выступает за запрещение ядерного оружия и прекращение его испытаний».
1 — 2 октября 1955 года торжественно отметил 50-летие служения в священном сане, в воскресенье 2 октября в Покровском кафедральном соборе отслужил по этому случаю литургию, в ней приняли участие все архиереи Белокриницкой иерархии в СССР, 31 священник, шесть диаконов и стихарные чтецы, многочисленные верующие.

Митрополит Белокриницкий Тихон (Качалкин)

Управляя кафедрой Московской и всея Руси, архиепископ Флавиан вынужден был считаться с общей политической линией СССР на ужесточение отношений с религиозными организациями, начавшееся в 1948 году и его руководство, в отличие от предшественников, архиепископа Иринарха и епископа Геронтия, не было столь активным и плодотворным ни в плане образования и регистрации новых общин, ни в плане продвижения новых архиерейских кандидатур. В период с 1952 по 1960 года были рукоположены три архиерея: епископ Иннокентий (Силкин), епископ Иринарх (Вологжанин) и епископ Александр (Чунин). Епископ Иннокентий вскоре после назначения он развернул активную пропагандистскую кампанию, связанную с систематической пересылкой провокационных писем, содержащих критическую информацию в адрес архиепископа Флавиана. Затянувшийся на шесть лет церковный кризис способствовал дискредитации высших иерархов в глазах простых верующих и создал благоприятные условия для критической кампании, развернутой против старообрядческих общин центральными и местными властями. В силу разных причин в 1950-е годы не удалось наладить полноценных добрососедских отношений с Белокриницкой митрополией. Во многом причинами того были причин того действия тогдашнего митрополита Тихона (Качалкина), проживавшего в Румынии: вторжение в каноническую Российскую область и признание изверженного епископа Иннокентия (Силкина), присоединение от старокатоликов и возведение без должного испытания в архиерейский сан Игнатия Высочанского.
В ноябре 1954 года Московская архиепископия выступила с инициативой об учреждении в Москве митрополии, во исполнение соборных постановлений 1906, 1907, 1915 годов. Не возражал против этого и митрополит Тихон (Качалкин). С 11 по 15 февраля предполагалось провести расширенное заседание совета архиепископии, на нём принять решение о возведении архиепископа Флавиана в сан митрополита Московского и всея Руси. Вопрос об учреждении митрополии был на повестке дня единственным. Он должен был решаться 12 февраля, интронизация намечалась на воскресенье 13 февраля. Однако Совет по делам религиозных культов, формально не запрещая эту инициативу, фактически свёл её на нет. Накануне всех этих торжественных событий последовал «звонок сверху», о котором пишет в своих воспоминаниях Г. А. Мариничева, «с распоряжением немедленно приостановить чин посвящения в митрополиты, отложив его на неопределённое время». Архиепископ Флавиан, епископ Иосиф (Моржаков) и ответственный секретарь Совета архиепископии К. А. Абрикосов, были приглашены к нему на беседу, состоявшуюся 11 февраля, «чтобы в личном разговоре уточнить некоторые вопросы, связанные с ходатайством архиепископии об учреждении в Москве старообрядческой митрополии». В ходе разговора глава Совета по делам религиозных культов Иван Полянский высказал обеспокоенность, что в дальнейшем митрополит Тихон (Качалкин) может оспаривать законность действий Московской архиепископии по учреждению митрополии, «что могло бы привести к нежелательным последствиям». Решение вопроса об учреждении митрополии решено было отложить после выяснения окончательной позиции митрополита Тихона, уже давшего на то своё согласие. Отсрочка была воспринята некоторыми членами совета Московской архиепископии как «тактичный отказ со стороны тов. Полянского в удовлетворении ходатайства архиепископии». 17 февраля К. А. Абрикосов доложил И. В. Полянскому, что «некоторые верующие высказались в том смысле, что, когда председателем Совета министров был Г. М. Маленков, было возможно получить разрешение правительства на учреждение старообрядческой митрополии в Москве, теперь же это стало невозможным. Весь состав Совет архиепископии считает, что гораздо более логично и канонически правильно ставить вопрос не об образовании в Москве второй митрополии, а о переносе духовного центра старообрядцев Белокриницкого». В апреле 1955 года вопрос о митрополии снова согласовывался в Совете по делам религиозных культов. 15 и 16 мая 1955 года он снова стоял в повестке заседания уже обычного совета архиепископии, но был пятым по счёту, то есть рядовым, пунктом. Было решено: «а) считать своевременным и необходимым учредить в Москве старообрядческую митрополию Московскую и всея Руси; б) известить о данном своем решении митрополита Тихона Браиловского». В дальнейшем при жизни архиепископа Флавиана вопрос об учреждении митрополии в Москве не поднимался, дальнейшая переписка с митрополитом Тихоном по этому вопросу не велась.
В 1955 году удалось возобновить прерванный в 1950 году выпуск Старообрядческого церковного календаря, который стал отныне регулярным изданием, и сохранить многое из достигнутого в церковной жизни благодаря послаблениям 1945—1948 годов. В 1956 году при непосредственном участии архиепископии был издан альбом «Древние иконы старообрядческого кафедрального Покровского собора при Рогожском кладбище в Москве».
В 1958 году начинается хрущёвская антирелигиозная кампания. Епископ Александр (Чунин), рукоположенный в начале 1958 года, в силу препятствия со стороны властей и бездействия архиепископии не смог получить регистрации. В марте 1958 года священник из Ессентуков Алексанор Митрохин прислал вырезку из местной газеты «За Родину», где говорилось, что он будто бы «якобы выгнал из утробы девятиклассницы забравшегося туда сатану». В сопроводительном письме он писал, что это клевета, и тем самым ему нанесли оскорбление, просил пожаловаться в отдел религиозных культов. Архиепископ Флавиан в ответном письме пообещал, что разоблачит публикацию, когда наступит подходящее время, но в итоге не стал противиться клевете даже в районной газете. Началась волна закрытия храмов: летом 1959 года закрыт храм на хуторе Курганы Ростовской области. В августе того же года был закрыт храм в посёлке Медведевка Тувинской автономной области. В конце года закрыт храм в селе Дегтярном Белгородской области. Летом 1960 года закрыли храм в Никополе под предлогом, что он расположен недалеко от школы. В августе 1960 года закрыт храм в Миассе и храм в станице Калиновской. Упразднён женский монастырь в селении Кунича в Молдавии.
Скончался 25 декабря 1960 года. Похоронен на Рогожском кладбище в Москве, на участке архиерейских могил.